# Bieluń indiański
Bieluń indiański (Datura inoxia Mill.) – gatunek rośliny z rodziny psiankowatych. Pochodzi z północnych regionów Ameryki Południowej, Ameryki Środkowej oraz z Teksasu w Ameryce Północnej. Rozprzestrzenił się na Karaibach, a także w innych regionach świata. W niektórych krajach jest uprawiany.

## Morfologia

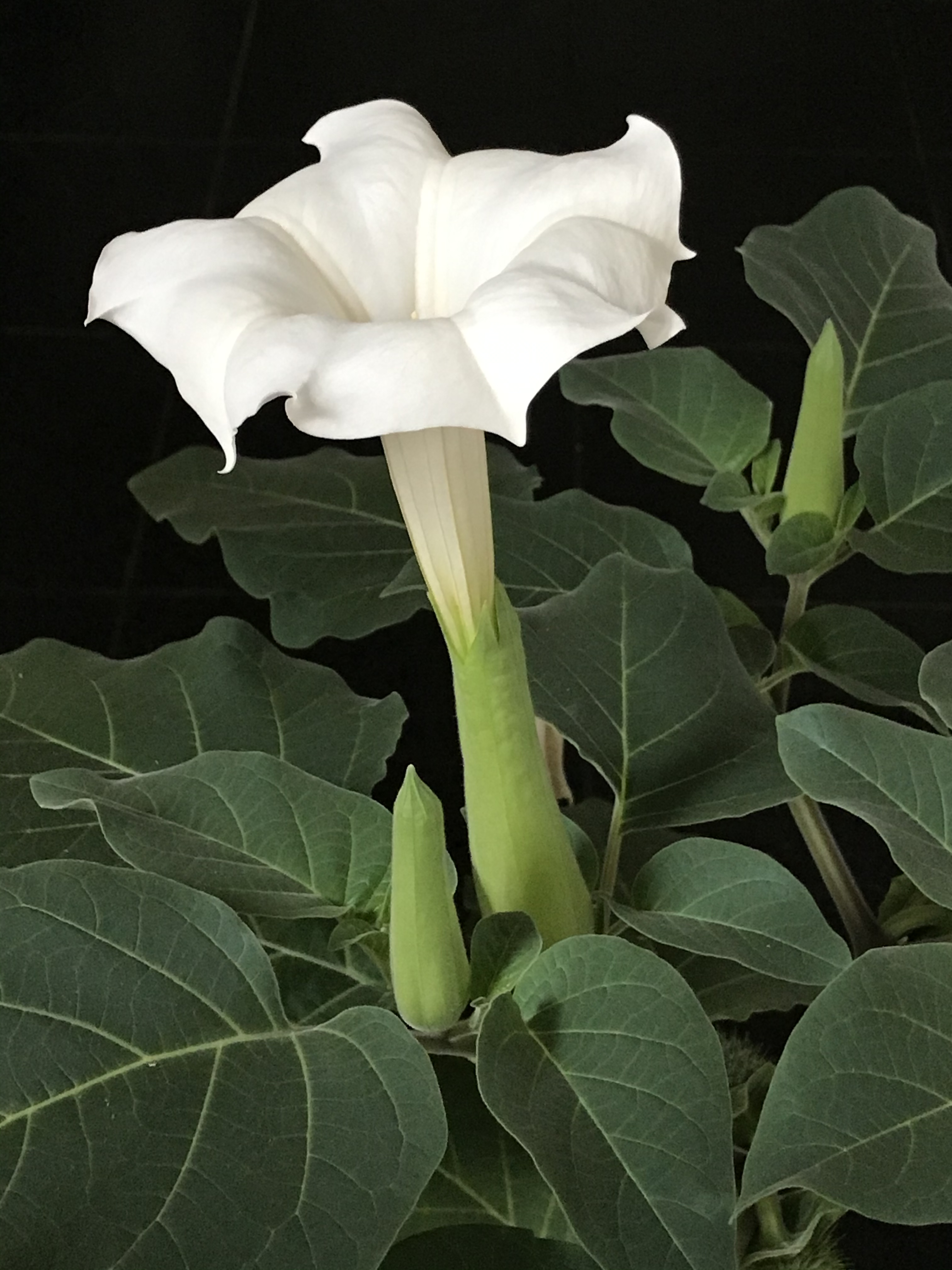
Kwiat

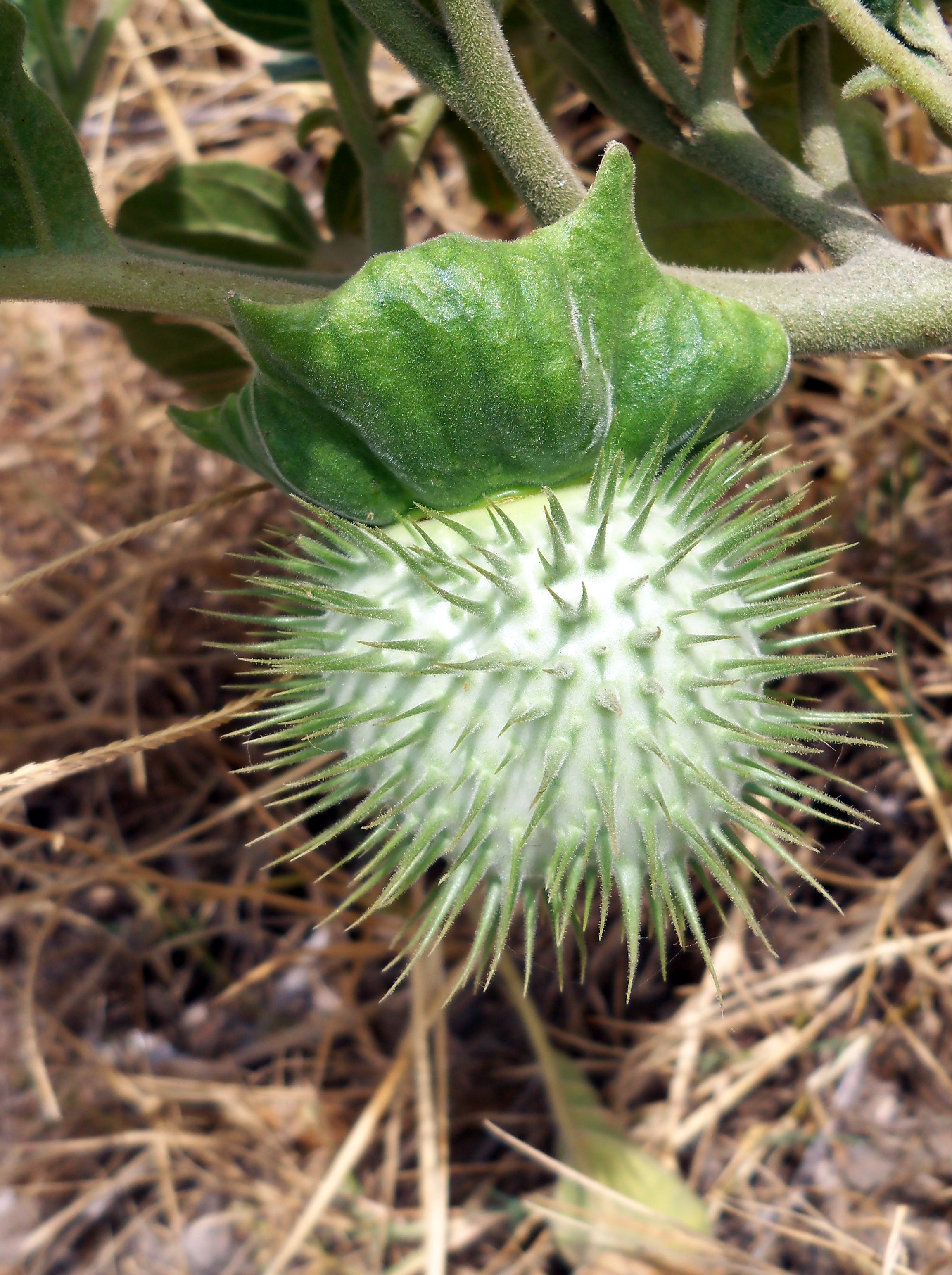
Owoc

PokrójJego wysokość waha się w granicach 60–150 cm.
LiścieCałobrzegie i omszone.
NasionaOchrowożółte lub brunatnobrązowe.
ŁodygaWzniesiona i pusta.
OwoceKuliste zwisające torebki pokryte igłowatymi kolcami.

## Biologia i ekologia
Bylina. Kwitnie w lipcu i październiku, a wydaje owoce w sierpniu.
Wszystkie części tej rośliny zawierają alkaloidy, a głównym jest skopolamina.